# Miltiadis Tentoglu
Miltiadis Tentoglu (en griego: Μιλτιάδης Τεντόγλου, Grevená, 18 de enero de 1998) es un deportista griego que compite en atletismo, especialista en la prueba de salto de longitud.
Participó en tres Juegos Olímpicos de Verano, entre los años 2016 y 2024, obteniendo dos medallas de oro, en Tokio 2020 y París 2024, ambas en la prueba de salto de longitud. En los Juegos Europeos de Cracovia 2023 consiguió una medalla de oro en la misma prueba.
Ganó dos medallas en el Campeonato Mundial de Atletismo, en los años 2022 y 2023, y dos medallas de oro en el Campeonato Mundial de Atletismo en Pista Cubierta, en los años 2022 y 2024.
Además, obtuvo tres medallas de oro en el Campeonato Europeo de Atletismo entre los años 2018 y 2024, y tres medallas de oro en el Campeonato Europeo de Atletismo en Pista Cubierta entre los años 2019 y 2023.

## Palmarés internacional
| Juegos Olímpicos                     | Juegos Olímpicos        | Juegos Olímpicos | Juegos Olímpicos  |
| Año                                  | Lugar                   | Medalla          | Prueba            |
| ------------------------------------ | ----------------------- | ---------------- | ----------------- |
| 2020                                 | Tokio (Japón)           | Medalla de oro   | Salto de longitud |
| 2024                                 | París (Francia)         | Medalla de oro   | Salto de longitud |
| Campeonato Mundial                   |                         |                  |                   |
| Año                                  | Lugar                   | Medalla          | Prueba            |
| 2022                                 | Eugene (Estados Unidos) | Medalla de plata | Salto de longitud |
| 2023                                 | Budapest (Hungría)      | Medalla de oro   | Salto de longitud |
| Campeonato Mundial en Pista Cubierta |                         |                  |                   |
| Año                                  | Lugar                   | Medalla          | Prueba            |
| 2022                                 | Belgrado (Serbia)       | Medalla de oro   | Salto de longitud |
| 2024                                 | Glasgow (Reino Unido)   | Medalla de oro   | Salto de longitud |
| Juegos Europeos                      |                         |                  |                   |
| Año                                  | Lugar                   | Medalla          | Prueba            |
| 2023                                 | Chorzów (Polonia)       | Medalla de oro   | Salto de longitud |
| Campeonato Europeo                   |                         |                  |                   |
| Año                                  | Lugar                   | Medalla          | Prueba            |
| 2018                                 | Berlín (Alemania)       | Medalla de oro   | Salto de longitud |
| 2022                                 | Múnich (Alemania)       | Medalla de oro   | Salto de longitud |
| 2024                                 | Roma (Italia)           | Medalla de oro   | Salto de longitud |
| Campeonato Europeo en Pista Cubierta |                         |                  |                   |
| Año                                  | Lugar                   | Medalla          | Prueba            |
| 2019                                 | Glasgow (Reino Unido)   | Medalla de oro   | Salto de longitud |
| 2021                                 | Toruń (Polonia)         | Medalla de oro   | Salto de longitud |
| 2023                                 | Estambul (Turquía)      | Medalla de oro   | Salto de longitud |